# Stig Håkan Larsson

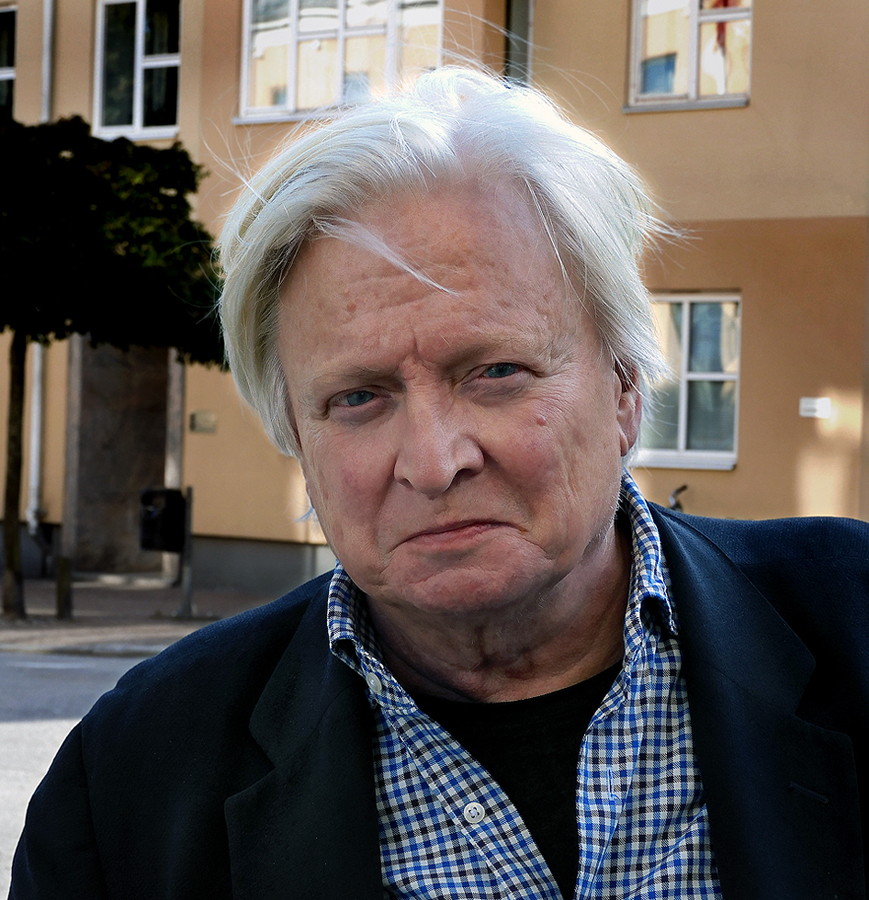
Stig Larsson 2021.

Stig Håkan Larsson es un cineasta (guionista, director y actor) y literato (dramaturgo, novelista, poeta y ensayista) sueco. Larsson nació el 20 de julio de 1955 en Skellefteå, Västerbottens län, creció en Umeå y actualmente vive en Estocolmo. Entre 1975 y 1997 combinó sus actividades creativas con la edición de la revista cultural Kris (Crisis), de la cual fue cofundador con Åke Sandgren, el cineasta sueco-danés. Entre 1977 y 1979 recibió su formación académica en cinematografía en el Dramatiska Institutet de Estocolmo. A finales de los años setenta su amigo y tocayo Stieg Larsson, el reconocido autor de la Trilogía Millennium, cambió ligeramente la ortografía de su nombre (de Stig a Stieg) para evitar confusión; para ese entonces Stig era ya un reconocido escritor.
Su primer gran éxito fue en 1979 con la novela Los autistas; desde entonces Larsson se ha establecido como uno de los escritores suecos más leídos e influyentes. "Por su instinto para retratar la violencia psicológica y emocional ha sido comparado con August Strindberg e Ingmar Bergman."
Larsson ha publicado más de veinte libros, entre novelas, cuentos y antologías de poemas. Ha escrito y dirigido obras de teatro de éxito internacional tales como El Presidente (VD) y Hermanas y Hermanos. En 1989, escribió y dirigió su primer largometraje Ángel (Ängel) seguido en 1990 de El hombre conejo (Kaninmannen). Larsson ha dirigido películas para televisión, como Bajo el Hielo (Under isen) (1991) y El Negro (Nigger) (1991) y ha escrito guiones para películas como la muy aclamada El verano (Sommaren) de Kristian Petri (1995).

## Filmografía

### Guionista
2009 Metropía
2000 Jesus lever (Jesús vive; película de TV)
1997 Grötbögen (Papilla gay; película de TV)
1995 Sommaren (El verano)
1995 Svinet (El cerdo; película de TV)
1990 Kaninmannen (El hombre conejo)
1989 Miraklet i Valby (Milagro en Valby)
1989 Ängel (Ángel)
1988 VD (El Presidente; película de TV) (play / screenplay)

### Director
2007 August (agosto; película de TV)
1991 Under isen (Bajo el hielo; película de TV)
1990 Kaninmannen
1990 Nigger (El negro; película de TV)
1989 Ängel
1988 VD

### Actor
2006 Sök (Bo, en La Búsqueda)
1989 Ängel (Stig)
1984 Forbrydelsens element (asistente del forense en El elemento del crimen)